# Klaten
Klaten (indonesiska: Kabupaten Klaten, javanesiska: Klathen) är en ort i Indonesien.   Den ligger i provinsen Jawa Tengah, i den västra delen av landet, 400 km öster om huvudstaden Jakarta. Klaten ligger 159 meter över havet och antalet invånare är 126 831.
Terrängen runt Klaten är huvudsakligen platt, men åt nordväst är den kuperad.Runt Klaten är det mycket tätbefolkat, med 1 632 invånare per kvadratkilometer. Klaten är det största samhället i trakten. Runt Klaten är det i huvudsak tätbebyggt.